# The Lead
The Lead é o EP de estreia do grupo feminino britânico FLO. Foi lançado em 8 de julho de 2022 pela Island Records. O EP foi apoiado por três singles: "Cardboard Box", "Immature" e "Summertime".
O extended play de estreia foi produzido por MNEK, exceto por "Another Guy (Acoustic)". Em 14 de setembro de 2022, o trio relançou o EP, apoiado por um single promocional: "Not My Job".

## Antecedentes
"Cardboard Box" foi lançada em 24 de março de 2022, e atuou como o single de estreia do trio. Mais tarde, tornou-se o single principal de seu EP. A canção de estreia foi produzida pelo produtor inglês MNEK. Um videoclipe foi publicado no YouTube em 1º de abril de 2022, que ultrapassou 900 mil visualizações em poucos dias. Muitos artistas consagrados, como SZA e Missy Elliott, elogiaram a música nas redes sociais. O trio descreveu a música como "se recompondo depois de um término". Em 6 de maio de 2022, uma versão acústica deste single foi lançada.
"Immature" foi seu segundo single, lançado em 6 de julho de 2022. Pitchfork descreveu os vocais do trio como "uma borda gelada, enquanto as harmonias douradas do trio na ponte mantêm as coisas nítidas". Um videoclipe para este single foi lançado no mesmo dia do EP. O trio apresentou os dois singles ao vivo para Vevo DSCVR em 5 de agosto de 2022.
No mesmo dia em que seu segundo single foi lançado, o trio inglês anunciou seu primeiro EP. O EP foi lançado em 8 de julho de 2022, com um total de cinco faixas. MNEK produziu quatro das cinco canções apresentadas no EP. Em 14 de setembro de 2022, o trio relançou o EP com uma faixa adicional, chamada "Not My Job", que foi lançada como single promocional.

## Recepção da crítica
O EP recebeu críticas geralmente favoráveis dos críticos. Complex chamou-o de "uma escuta essencial". A Hype Magazine observou que o EP representa um renascimento dos sons de grupos femininos na cena R&B britânica, que não eram ouvidos há muitos anos, com a revista Nylon fazendo uma avaliação semelhante. A Rolling Stone previu que o EP levaria o FLO ao estrelato. MuuMuse observou que o EP exibe a confiança e autoridade de uma estrela estabelecida há muito tempo, apesar de ser o primeiro lançamento completo do FLO. O EP também recebeu críticas positivas de The Honey Pop, 360, e Soul Bounce.

## Lista de faixas
Créditos adaptados do Tidal e Genius.
| The Lead – Edição padrão |                                 |                                                                          |                                     |         |  |
| N.º                      | Título                          | Compositor(es)                                                           | Produtor(es)                        | Duração |  |
| 1.                       | "Cardboard Box"                 | Uzoechi Emenike Stella Quaresma Savannah Jada Renée Downer Jorja Douglas | Emenike                             | 2:41    |  |
| 2.                       | "Immature"                      | Aminata Kabba Emenike Ryan Ashley Jamal Woon                             | Woon Emenike [a]                    | 2:53    |  |
| 3.                       | "Summertime"                    | Emenike Kabba Woon Rashaan Brown Tyler Hotston                           | Emenike Woon RELYT Joe Gosling      | 2:28    |  |
| 4.                       | "Feature Me"                    | Douglas Kabba LOXE Maths Time Joy Woon Hannah Yadi Quaresma Downer       | Maths Time Joy LOXE Emenike [a]     | 3:22    |  |
| 5.                       | "Another Guy" (Versão acústica) | Aston Rudi Brown Quaresma Downer Douglas                                 | Joe Hartwell Jones Joshua Alamu [b] | 3:03    |  |
| Duração total:           | Duração total:                  | Duração total:                                                           | Duração total:                      | 14:24   |  |

| The Lead – Edição em vinil (faixa bônus) |                                   |                                      |                |         |  |
| N.º                                      | Título                            | Compositor(es)                       | Produtor(es)   | Duração |  |
| 6.                                       | "Cardboard Box" (Versão acústica) | Emenike Quaresma Jada Downer Douglas | Emenike        | 2:41    |  |
| Duração total:                           | Duração total:                    | Duração total:                       | Duração total: | 17:17   |  |

| The Lead – Apple Music Up Next Edition |                          |                                                                          |                                 |         |  |
| N.º                                    | Título                   | Compositor(es)                                                           | Produtor(es)                    | Duração |  |
| 1.                                     | "Cardboard Box"          | Emenike Quaresma Jada Downer Douglas                                     | Emenike                         | 2:41    |  |
| 2.                                     | "Immature"               | Kabba Emenike Ashley Woon                                                | Woon Emenike [a]                | 2:53    |  |
| 3.                                     | "Not My Job"             | Talay Riley Emenike Dayo Olatunji Quaresma Tre Jean-Marie Downer Douglas | Jean-Marie Emenike [a]          | 2:55    |  |
| 4.                                     | "Summertime"             | Emenike Kabba Woon Brown Hotston                                         | Emenike Woon RELYT Gosling      | 2:28    |  |
| 5.                                     | "Feature Me"             | Douglas Kabba LOXE Maths Time Joy Woon Yadi Quaresma Downer              | Maths Time Joy LOXE Emenike [a] | 3:22    |  |
| 6.                                     | "Another Guy" (Acoustic) | Rudi Brown Quaresma Downer Douglas                                       | Jones Alamu [b]                 | 3:03    |  |
| Duração total:                         | Duração total:           | Duração total:                                                           | Duração total:                  | 17:18   |  |

Notas
- ↑[a]  denota um produtor adicional
- ↑[b]  denota um co-produtor